# Lliga Aquea
La Lliga Aquea (grec antic: Κοινὸν τῶν Ἀχαιῶν, Koinón tôn Akhaiôn) fou una federació de polis gregues que va néixer a la regió d'Acaia a primers del segle iii aC i es va estendre a altres polis d'arreu del Peloponnès. Va tenir un paper d'aliada en el conflicte polític entre Roma i el Regne de Macedònia, i va acabar per dissoldre's el 146 aC, amb la incorporació a la república romana.

## Història
Al començament, l'embrió de la futura lliga no era més que una unió informal de ciutats aquees. El mite conta que, quan els aqueus conqueriren Acaia i en feren fora els jonis, s'estructuraren en dotze ciutats perquè aquest era el nombre de ciutats amb què comptaven els jonis. En temps d'Heròdot aquestes ciutats eren Pel·lene, Egira, Eges, Bura, Hèlice, Ègion, Ripes, Patres, Fares, Òlenos, Dime i Tritea. Tres segles més tard, Polibi inclou Leòntion i Cerinea en el lloc de Ripes i Eges, que havien entrat en decadència. La més important de les ciutats era Hèlice, i el déu tutelar era Posidó, però després que destruís la ciutat un terratrèmol l'any 373 aC la seu passà a Ègion, i més tard els déus protectors passaren a ser Zeus i Demèter.

Grècia durant la Guerra de Cleòmenes

Però els aqueus es mantengueren força al marge dels successos polítics de Grècia del segle v aC i començament del iv. Però el 330 aC totes les ciutats aquees llevat de Pel·lene s'uniren a Agis III, rei dels espartans, en l'oposició a Alexandre el Gran. La derrota impartí un cop a la lliga que la deixà tocada durant un temps, però encengué l'esperit aqueu contra el poder macedoni, i d'aquesta manera, en tenir l'ocasió, s'erigiren en bastió resistent. Així, a la mort de Lisímac el 281 aC, Patres i Dime foren les primeres ciutats a expulsar els macedonis, seguides aviat per Tritea i Fares. Les invasions dels gals van impedir la reacció macedònia. Aquestes quatre ciutats van renovar la Lliga Aquea l'any 280 aC i aviat s'hi van unir primer Ègion i Bura (275 aC) i, més tard, Cerinea, Leòntion, Egira i Pel·lene. finalment les tres s'hi van adherir i així va quedar formada una lliga de 10 ciutats. La nova lliga es va erigir en el poder polític més important de Grècia i va retornar els aqueus al centre polític hel·lènic d'ençà de l'edat heroica.
La Lliga prengué gran importància quan Arat de Sició, després d'alliberar la ciutat de Sició del seu tirà Nicocles, persuadí els sicionis d'incorporar-se a la Lliga Aquea, trenta anys després que s'hagués formalitzat. A partir de llavors liderà la lliga, principalment seguint la política d'alliberar les ciutats del Peloponnès dels seus tirans, sovint col·laboracionistes amb el Regne de Macedònia contra els interessos dels seus ciutadans. Els principals contrincants foren els reis de Macedònia, Antígon Gònates i Demetri, el seu successor, que s'aliaren amb la veïna Lliga Etòlia per fer-los front. Però la política d'Arat s'imposà, i Corint, Mègara, Trezè i Epidaure expel·liren els seus tirans i s'integraren a la Lliga. El 239 aC s'hi uní Megalòpolis i el 236, Argos. Esparta, en canvi, no cedí a les pressions aquees, i el 227 aC començà la guerra de Cleòmenes III. Els aqueus, davant la derrota, s'aliaren al seu enemic històric, el Regne de Macedònia, el rei del qual llavors era Antígon Dosó; la coalició aqueo-macedònica resultà vencedora a la batalla de Sel·làsia el 222 aC, i així tant la Lliga com Esparta se subordinaren a Macedònia.
Entre el 220 aC i el 217 aC s'esdevengué la Guerra Social, en la qual els aqueus, encara liderats per Arat, tornaren a demanar ajuda al rei de Macedònia per fer front a l'invasor etoli. Tot i la victòria, el seu poder s'havia reduït força, car es consolidava la seva dependència de Macedònia cada vegada que es trobaven en problemes, i això tenia un cost que els convertia en satèl·lits de Macedònia. Quatre anys més tard, el 213 aC moria Arat, l'ànima de la Lliga de les darreres quatre dècades.

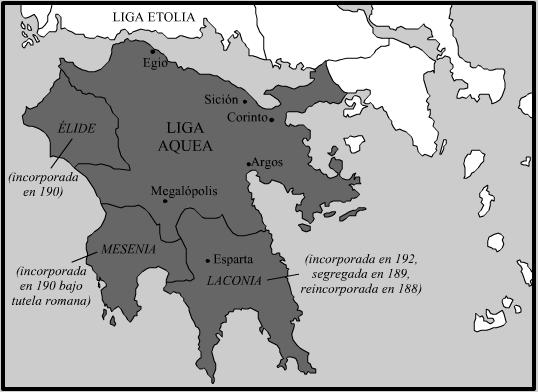
La Lliga el 188 aC

A la mort d'Arat seguí el lideratge de Filopemen, que va reformar l'exèrcit aqueu. A la Segona Guerra Macedònica s'aliaren amb els romans, que derrotaren a Felip V de Macedònia i així es va restablir la independència de la Lliga. En la Guerra contra Nabis derrotaren els espartans, i d'aquesta manera aconseguiren, finalment, que Esparta entràs dins la Lliga, el 192 aC. Un any més tard, els messenis i els eleus, aliats espartans, també s'integraren dins la Lliga, i d'aquesta manera tot el Peloponnès restà unit en una confederació de polis.

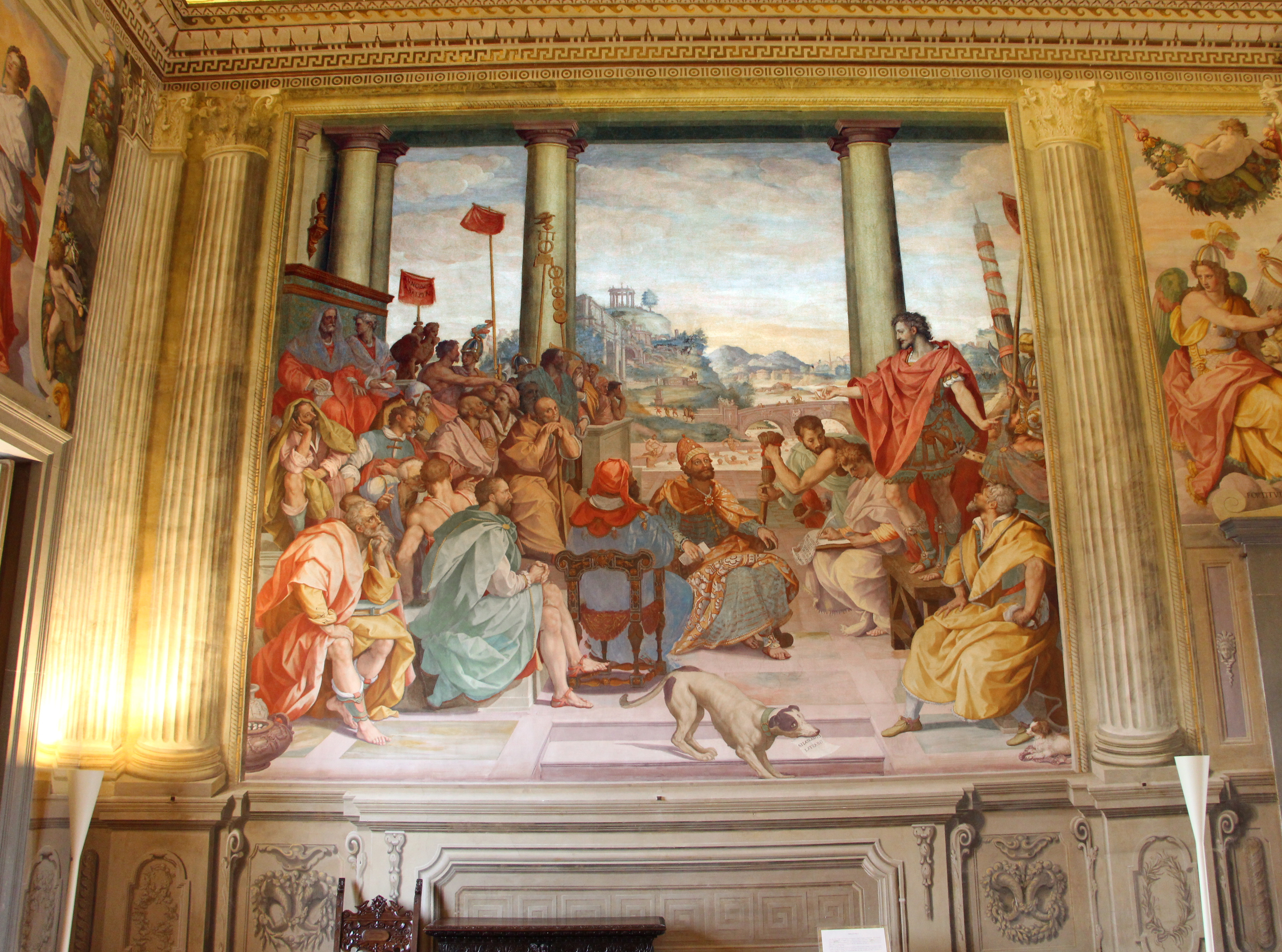
El cònsol Flaminí s'adreça al consell dels aqueus (Alessandro Allori, ca. 1580)

Però la protecció romana tengué un cost, i el senat de Roma començà a regular les decisions de la Lliga. Contra aquestes regulacions va combatre el partit de Filopemen, del qual també formà part l'historiador Polibi; i, a l'oposició, el partit liderat per Cal·lícrates, partidari de la causa romana. El 167 aC elaborà una llista de ciutadans de polis de la Lliga que foren empresonats pels romans i portats a Roma com a ostatges; el mateix Polibi formava part d'aquests ostatges, i així començà la relació de l'historiador arcadi amb els Escipions, la família que l'acollí.
El 147 aC sorgí un conflicte entre Esparta i la resta de la Lliga, i el senat romà ordenà que Esparta, Corint i Argos, entre altres ciutats, sortissin de la Lliga. Els aqueus no acceptaren aquesta intromissió, i així, liderats pel seu estrateg Critolau, es revoltaren contra els romans. Marxaren cap a Beòcia, però s'hagueren de retirar; els fugitius es reorganitzaren a Corint, on feren a les tropes del cònsol Luci Mummi a la batalla de Corint (146 aC. Però els romans derrotaren fàcilment els aqueus i es venjaren dels corintis: passaren l'espasa als homes, esclavitzaren dones i infants, saquejaren i espoliaren els edificis i, finalment, pegaren foc a la ciutat.
Amb el final de Corint s'arribà al final de la Lliga Aquea i al final de la Grècia lliure, convertida en província romana. No obstant això, els romans reconstruïren Corint i batejaren la nova província amb el nom de la Lliga, que s'havia guanyat un gran prestigi, i a partir de llavors el nom d'Acaia es començà a associar també a tot Peloponnès. En altres moments de la història hi hauria altres entitats polítiques d'àmbit peloponnesi que també prengueren el nom d'Acaia, com ara el Principat d'Acaia, a l'edat mitjana.

## Organització interna
L'objectiu principal de la lliga acordada el 280 aC era d'efectuar una unió política més estreta entre els membres. Així doncs, cap ciutat membre no podia fer cap tractat, ni de pau ni de guerra, sense la participació de tota la lliga, descomptant els afers interns.
El poder requeia en una assemblea federal (σύνοδος, ἐκκλησία o συνέδριον), celebrada dues vegades a l'any primer a Ègion i més tard a Corint i altres llocs, després que s'hi incorporassin ciutats de fora d'Acaia. En aquesta assemblea hi podia participar qualsevol ciutadar de la lliga major de trenta anys. La majoria no s'assolia per majoria de ciutadans, sinó per majoria de ciutats membres. A més d'aquesta assemblea hi havia un consell (βουλή) que decidia prèviament les qüestions per tractar a l'assemblea.

### Càrrecs
El cap de la lliga era l'estrateg, el càrrec més important, encarregat principalment d'afers militars però també civils. Fins a l'any 255 aC hi va haver dos co-estrategs, però a partir de llavors n'anaven nomenant només un cada vegada. Sembla que l'estrateg tengué un segon (ὑποστρατηγός), però hom no coneix les seves tasques ni la relació que tenia amb el primer estrateg. A més de l'estrateg, hom té constància de l'existència d'un secretari (γραμματεύς) i de deu demiurgs, que formaven un comitè permanent i que representaven, si més no al començament, les deu ciutats aquees en què consistia la lliga. L'elecció durava un any i, tot i que es permetia la reelecció, calia un lapse d'un any entre mandat i mandat.